# Mark T. Vande Hei
Mark Thomas Vande Hei, né le 10 novembre 1966 à Falls Church en Virginie, est un astronaute et militaire américain. Après une formation en physique il s'engage dans l'United States Army et devient officier du génie militaire. Il est déployé à deux reprises en Irak lors de l'opération Provide Comfort en 1991 puis dans le cadre de l'opération Liberté irakienne en 2003. Il commence à travailler pour la NASA en 2006 en tant que Capsule Communicator (CAPCOM) puis il est sélectionné membre du groupe d'astronautes 20 en 2009.
Il s'envole pour sa première mission le 12 septembre 2017 à bord de Soyouz MS-06 depuis le cosmodrome de Baïkonour au Kazakhstan pour un séjour de 168 jours à bord de la Station spatiale internationale. Il y accomplit notamment quatre sorties extravéhiculaires pour la maintenance du bras robotique canadien Canadarm 2. Il rentre sur Terre le 28 février 2018.
Il décolle le 9 avril 2021 à bord de Soyouz MS-18 pour sa seconde mission à bord de la Station spatiale internationale. Il rentre sur Terre le 30 mars 2022 à bord de Soyouz MS-19, après une mission de 355 jours.

## Formation
Il étudie au lycée Saint Joseph (en) à Metuchen dans le New Jersey puis au lycée Benilde-Saint Margaret (en) à Saint Louis Park dans le Minnesota dont il sort diplômé en 1985. Il obtient ensuite un baccalauréat universitaire en sciences en physique de l'Université Saint John (en) à Collegeville dans le Minnesota en 1989. Il reprend plus tard ses études et obtient une maîtrise universitaire ès sciences en physique appliquée de l'université Stanford en Californie en 1999.

## Carrière professionnelle

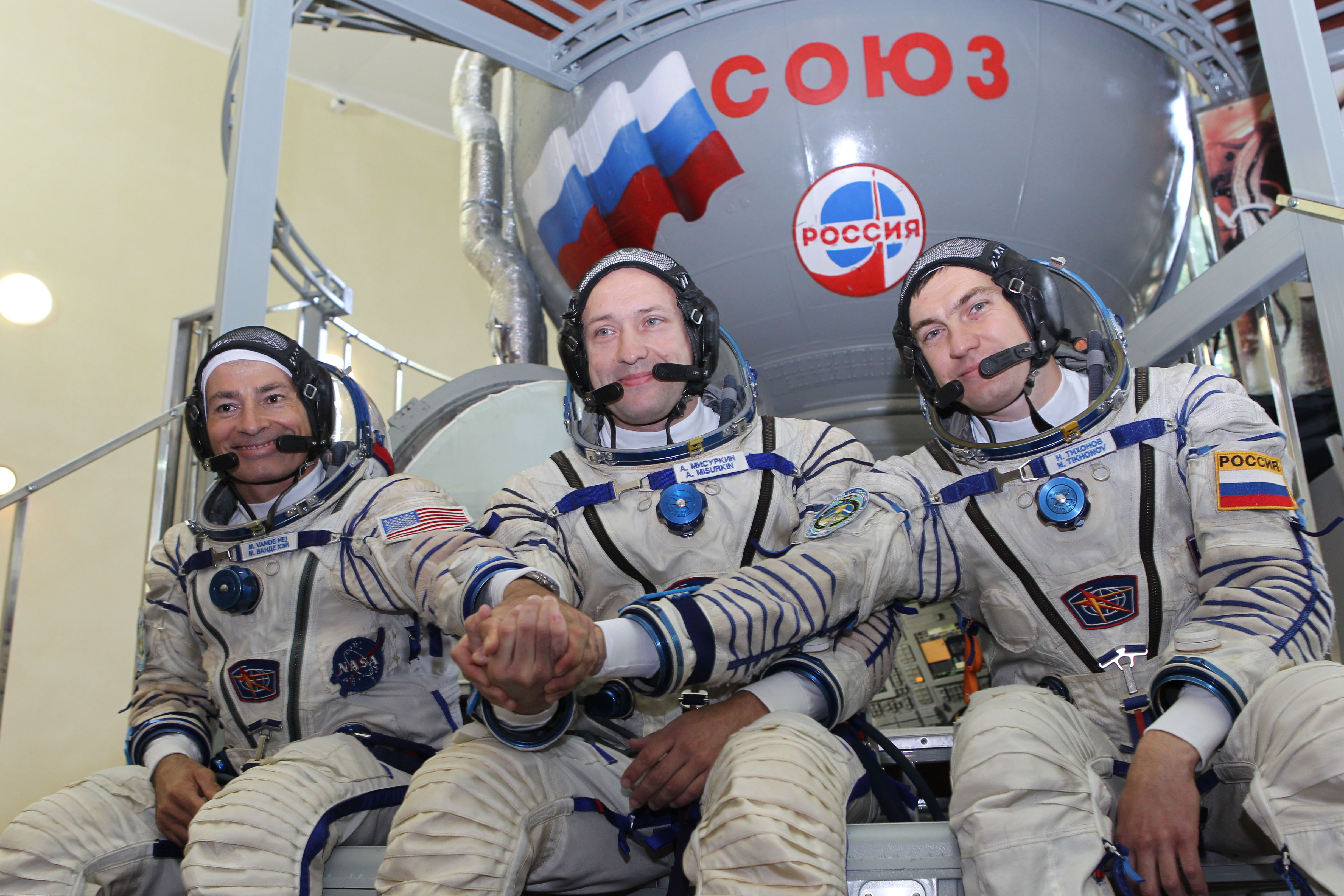
Au centre d'entraînement des cosmonautes Gagarine, à Star City, en Russie, Mark Vande Hei, de la NASA (à gauche), Alexander Misurkin (au centre) et Nikolai Tikhonov (à droite) de Roscosmos, membres d'équipage de réserve de la mission Expedition 49-50, au début des examens de qualification finaux.

### Carrière militaire
Après être sorti diplômé de l'université Saint John, il rejoint l'US Army via le Corps de formation des officiers de réserve (en anglais : Reserve Officers Training Corps ou RTOC) en 1989. Il complète ensuite sa formation de base d'officier du génie de l'armée (Army’s Engineer Officer Basic Course) et sort diplômé de la Ranger School, après quoi il est affecté au 3e bataillon du 325e régiment d'infanterie (en), à Caserma Ederle (en) à Vicence en Italie. Il y occupe comme fonction chef de peloton du génie de combat, chef de peloton du génie lourd, officier d'entraînement par temps froid et chef de peloton de soutien. En tant que chef de peloton du génie de combat, il est déployé sur le terrain durant l'opération Provide Comfort en Irak. En 1994 il rejoint la 4e division d'infanterie à Fort Carson dans le Colorado. Il y sert dans l'état-major du 299e et du 4e bataillon du génie (en), puis commande la compagnie C du 4e bataillon du génie. Après avoir obtenu sa maîtrise universitaire en 1999, il travaille en tant que professeur assistant au département de physique de l'académie militaire de West Point dans l'État de New York. Il rejoint ensuite le 1er bataillon spatial à la Peterson Air Force Base dans le Colorado en 2003. Il y sert en tant que chef d'équipe spatial de soutien de l'Armée (Army space support team leader) et est à ce titre déployé durant 12 mois dans le cadre de l'opération Liberté irakienne, puis devient officier des opérations du bataillon.
Au cours de sa carrière militaire il complète notamment la formation d'assaut aérien de l’armée (Army Air Assault Course), la formation de parachutiste, la formation d'opérations hivernales allemande (German Winter Operations Course), la formation avancé d’officier du génie, la formation d’officier de maintenance du bataillon, le Command and General Staff College, ainsi que la formation de qualification d’officier des opérations spatiales (Space Operations Officer Qualification Course).

### Carrière à la NASA
Il commence à travailler pour la NASA en juillet 2006 au centre spatial Lyndon B. Johnson à Houston en tant que Capsule Communicator (CAPCOM) chargé de la communication avec les astronautes en mission. Il est ainsi CAPCOM de la Station spatiale internationale pour les expéditions 15 à 20, ainsi que des missions de navettes spatiales STS-122, STS-123, STS-124, STS-126 et STS-127.

## Astronaute

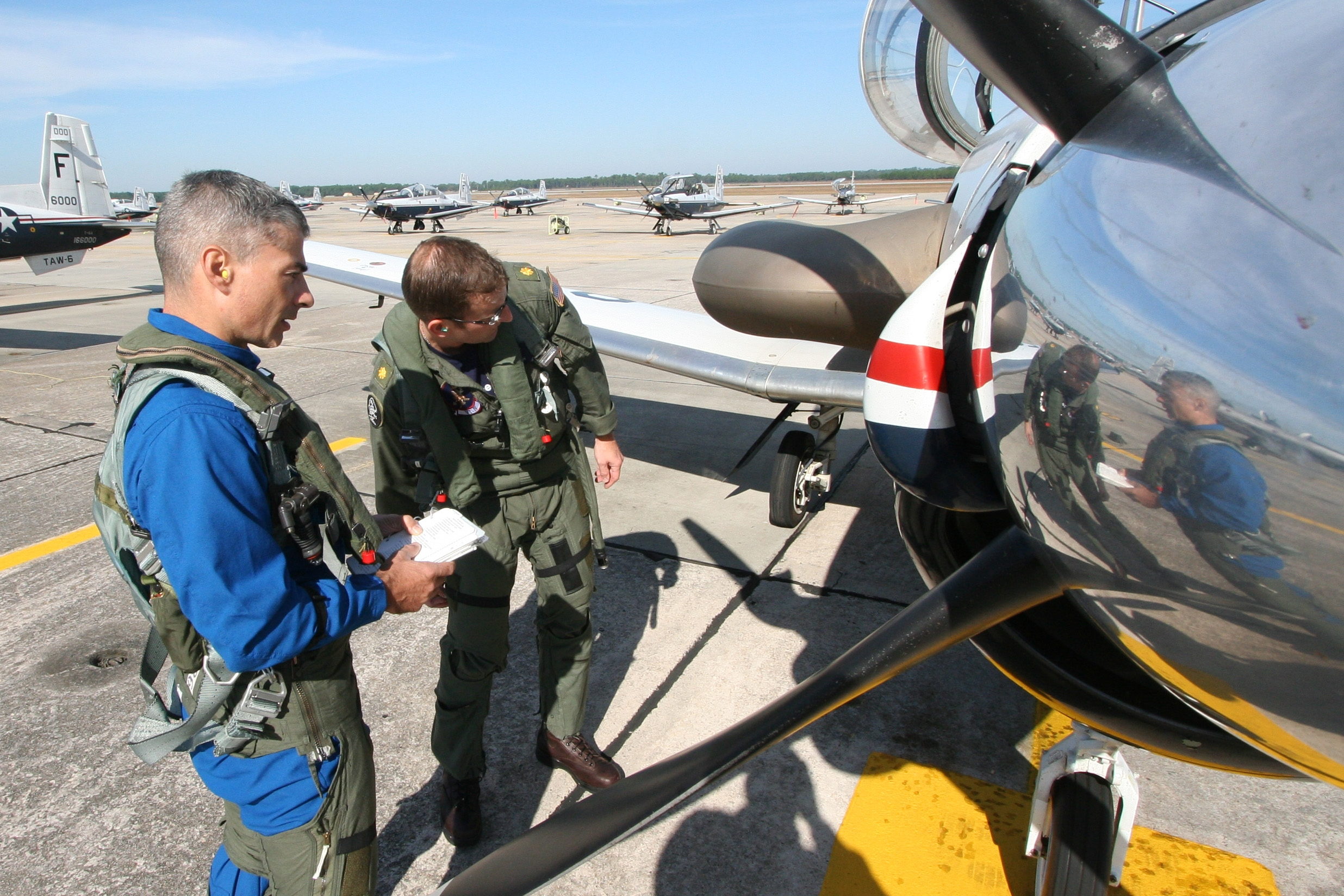
Mark T. Vande Hei, alors aspirant astronaute, et son instructeur vérifient le cockpit d'un Beechcraft T-6 Texan II avant un vol en 2009-11.

Il est sélectionné en juin 2009 en tant qu'un des 9 membres du groupe d'astronautes 20 de la NASA, puis il complète sa formation initiale d'astronaute en juin 2011. Il continue de servir comme CAPCOM et travaille en tant que directeur des opérations du bureau des astronautes en Russie de juin 2012 à mai 2013. Il participe de plus à la mission NEEMO-18 du 21 au 30 juillet 2014 à bord de l'habitat sous-marin Aquarius Reef Base au large de la Floride. Par la suite il deviendra également assistant technique auprès de la direction des opérations et de l'exploration spatiale habitée (HEOMD : Human Exploration and Operations Mission Directorate) et occupera le poste d'assistant pour les sorties extravéhiculaire et la robotique auprès du chef du Bureau astronautes.

### Expéditions 53/54

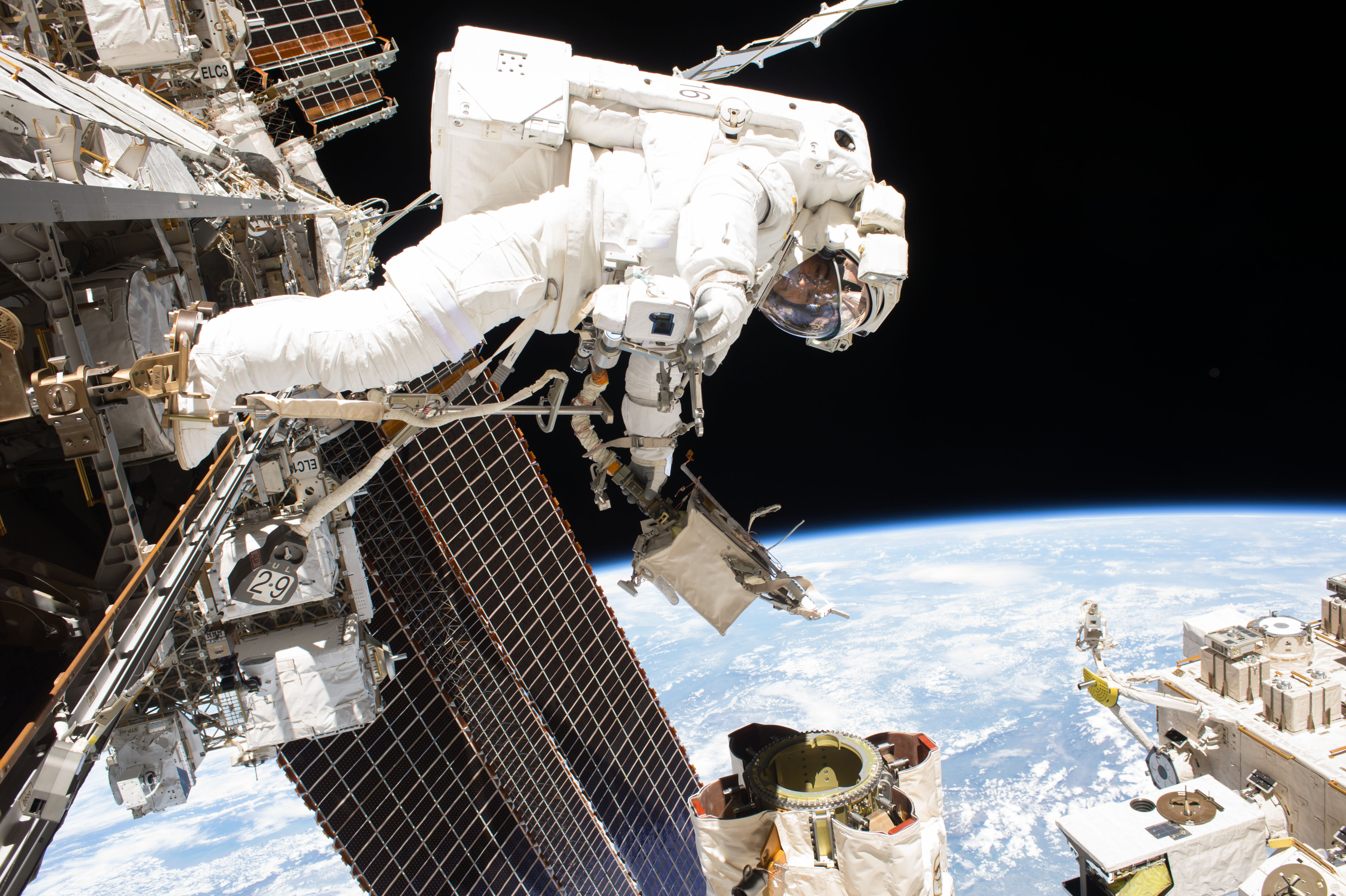
Mark T. Vande Hei durant sa deuxième EVA. On aperçoit en bas de l'image l'une des extrémités du bras robotique Canadarm 2.

Il s'envole le 12 septembre 2017 pour son premier vol spatial à bord de Soyouz MS-06 depuis le cosmodrome de Baïkonour au Kazakhstan avec le cosmonaute russe Alexandre Missourkine et l'astronaute américain Joe Acaba en direction de la Station spatiale internationale (ISS). Au cours de sa mission l'équipage du segment orbital américain de la station s'élargit, permettant ainsi de doubler le temps alloué aux expériences scientifiques, jusqu'à atteindre le seuil de 100 heures de recherche en une semaine. Son séjour sur l'ISS connaît également des points forts scientifiques tels que la fabrication de filament de fibre optique en microgravité, l'augmentation de la précision d'un capteur implantable biologique de glucose, et la mesure de l'énergie reçue par la Terre du Soleil.

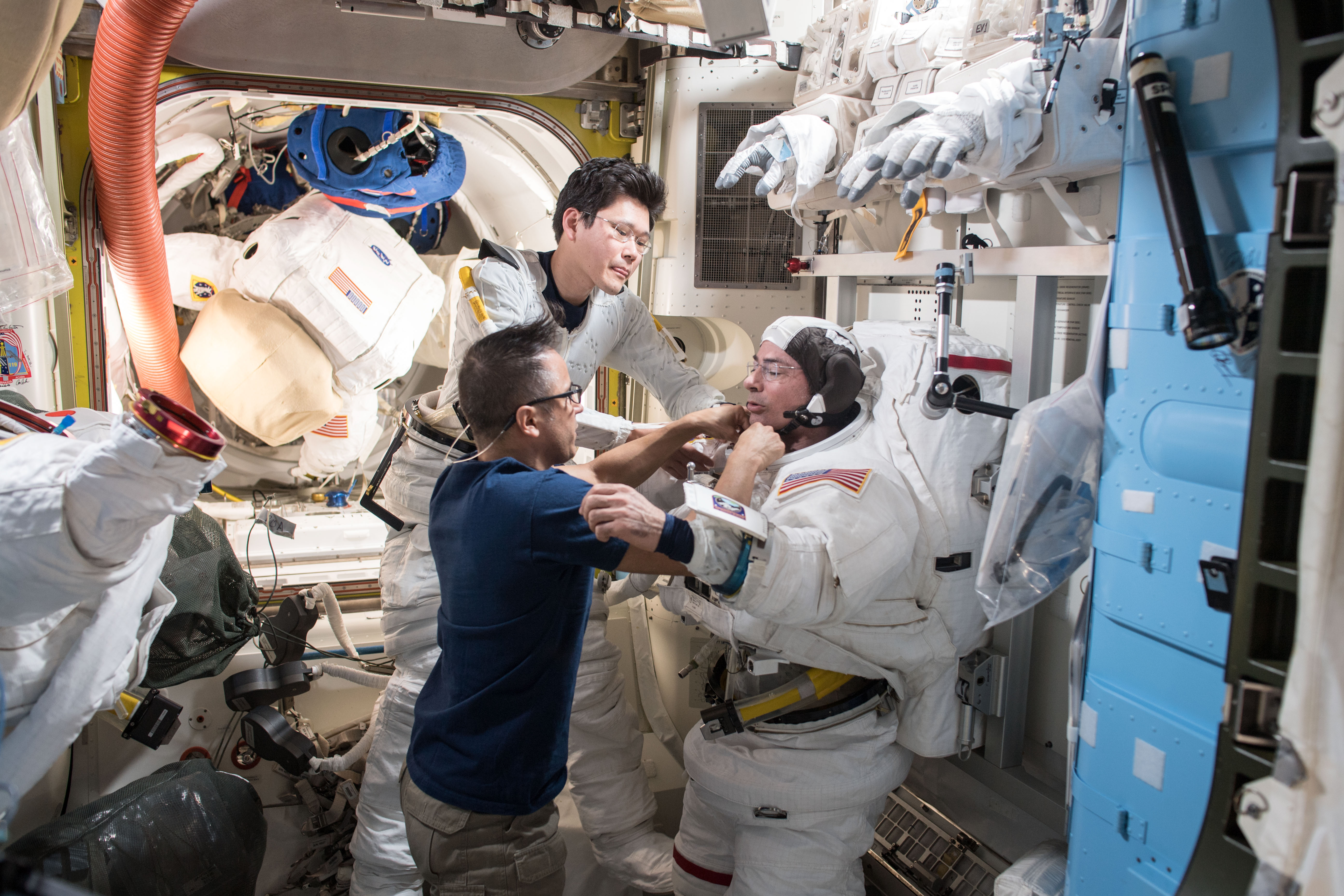
Mark T. Vande Hei et Norishige Kanai, assistés par Joe Acaba, en train d'effectuer des vérifications sur leur combinaison EMU.

Au cours de sa mission il participe à quatre sorties extravéhiculaires (EVA). La première a lieu le 5 octobre 2017 et dure 6 heures et 55 minutes en compagnie de l'astronaute Randolph Bresnik. Au cours de cette sortie les deux hommes remplacent l'une des extrémités du bras robotique Canadarm 2. Ils en accomplissent une seconde le 10 octobre 2017 qui dure 6 heures et 26 minutes afin de lubrifier la nouvelle extrémité du bras robotique et de remplacer des caméras installées à l'extérieur de la station. Mark T. Vande Hei réalise une troisième EVA le 23 janvier 2018 pendant 7 heures et 24 minutes avec l'astronaute Scott Tingle afin de remplacer l'autre extrémité du bras robotique Canadarm 2 dont le mécanisme de capture se dégradait. Enfin Mark T. Vande Hei accomplit une quatrième EVA d'une durée de 5 heures et 57 minutes le 16 février 2018 avec l'astronaute japonais Norishige Kanai, au cours de laquelle ils déplacent les différentes extrémités de réserve du bras robotique Canadarm 2 de leur emplacement temporaire à leur emplacement définitif et vice-versa.
Après avoir participé aux expéditions 53 et 54, il rentre sur Terre le 28 février 2018 après 168 jours passés dans l'espace.

### Expéditions 64/65/66
Il s'envole le 9 avril 2021 pour son second vol spatial à bord de Soyouz MS-18 depuis le cosmodrome de Baïkonour au Kazakhstan avec les cosmonautes russes Oleg Novitski et Piotr Doubrov, en tant que deuxième ingénieur de vol. Trois heures après le décollage, leur vaisseau s'amarre à la Station spatiale internationale. Sa mission se termine le 30 mars 2022 après 355 jours établissant ainsi un nouveau record de temps passé dans l'espace par un astronaute américain. Il revient sur Terre à bord de Soyouz MS-19 avec les Russes Anton Chkaplerov et Piotr Doubrov.

## Vie privée
Il est marié à Julie Murrell avec qui il a des jumeaux, une fille Lauren et un fils Gabriel. Il apprécie le cyclisme, la plongée sous-marine, la randonnée, le canoë, la planche à voile, et la lecture,.

## Distinctions
Il reçoit plusieurs prix au cours de sa carrière dont :
- Legion of Merit
- Joint Service Commendation Medal
- Joint Meritorious Unit Award
- Southwest Asia Service Medal
- NASA Achievement Medal
- Capitaine de la Saint John’s Ranger Challenge Team
- Doctor of Science, Honoris causa de l'Université de Saint John